# Joke Smitprijs
De Joke Smitprijs is een tweejaarlijkse Nederlandse regeringsprijs voor een persoon, groep of instantie die een fundamentele bijdrage levert aan de verbetering van de positie van de vrouw, vernoemd naar de in 1981 overleden feministe Joke Smit die een pioniersfunctie vervulde voor de Nederlandse vrouwenbeweging.
In 1983 namen de vrouwelijke Eerste en Tweede Kamerleden, toen georganiseerd in het Kamerbreed Vrouwenoverleg, het initiatief voor het instellen van deze prijs. In 1985 heeft de regering het initiatief overgenomen en onderstreepte zo de betekenis van de emancipatie voor de Nederlandse samenleving. Ook wordt hiermee het belang van het emancipatiebeleid als onderdeel van het algemene regeringsbeleid benadrukt.
De prijs bestaat uit een kunstwerk en een bedrag van 10.000 euro (was in het begin 10.000 gulden).
Jarenlang is de prijs uitgereikt op Internationale Vrouwendag (8 maart), maar sinds 2011 vindt de uitreiking plaats in december.

## Winnaars
- 1986: Stichtingen Tegen Haar Wil in Groningen en Amsterdam en de Stichting Seksueel Geweld in Utrecht.
- 1988: Clara Wichmann Instituut
- 1990: Wijze Oudere Vrouwen Vlechtwerk
- 1992: Leontine Bijleveld
- 1994: Nederlandse Vereniging voor Vrouwenbelangen, Vrouwenarbeid en Gelijk Staatsburgerschap
- 1996: Mama Cash
- 1998: Feministisch maandblad Opzij
- 2000: Internationaal Informatiecentrum en Archief voor de Vrouwenbeweging (IIAV)
- 2002: Saïda el Hantali, oprichtster van stichting het Spiegelbeeld en aan Sylvie Raap, oprichtster van stichting Steady
- 2004: Stichting Cleo Patria
- 2007: JAMES
- 2009: Jolanda Holwerda
- 2011: Alle instellingen voor Vrouwenopvang in Nederland[3]
- 2013: Kirsten van den Hul[4]
- 2015: Vreneli Stadelmaier[5]
- 2017: Gloria Wekker[6] De aanmoedigingsprijs werd dit jaar toegekend aan de Oranjeleeuwinnen.
- 2019: Mariëtte Hamer, voorzitter van de Sociaal-Economische Raad en oud-Kamerlid van de PvdA. De aanmoedigingsprijs ging naar straatvoetbalster Rocky Hehakaija voor haar werk bij stichting Favela Street.[7]
- 2022: Agnes Samuel, coach voor politici met een migratieachtergrond, voor haar bijdrage aan vrouwenemancipatie. De aanmoedigingsprijs is voor Sun Yoon van Dijk, gemeenteraadslid in Schiedam, kreeg de aanmoedigingsprijs. Volgens de jury "steekt zij haar nek uit om de positie van slachtoffers van huiselijk geweld te versterken".

Aletta Jacobsprijs · Aletta van Nu Prijs · Anna Bijns Prijs · Colombina · Corrie Hermannprijs · Courbois-parel · Els Borst Netwerk Inspiratieprijs · Femme van het Jaar · Harriët Freezerring · Helena Rubinsteinprijs · Hilda van Suylenburg prijs · Johanna W.A. Naberprijs · Joke Smit-prijs · Kartiniprijs · Liesbeth van Dorsser Keusprijs · Liese Prokop-vrouwenprijs · Maria Tesselschadeprijs · Marie-Popelinprijs · Opzij Literatuurprijs · Opzij Top 100 -  Pieternel Rolprijs · Theo d'Or · Theo Mann-Bouwmeesterring · Theodora Niemeijer Prijs · Topvrouw van het jaar - De Triomf · Victorine Heftingprijs · Vrouw in de Media Award · Wilhelmina Druckerprijs · Women's Prize for Fiction · Zakenvrouw van het jaar · Zonta Award